# Florentino Álvarez Mesa
Florentino Álvarez Mesa (Avilés, 1846 – Avilés, 14 ottobre 1926) è stato uno scrittore e politico spagnolo.
Pubblicò articoli politici di tendenza liberale su diversi quotidiani di Avilés, di cui fu anche sindaco per molti anni. 
La serie dei suoi scritti "Cronache di Avilés" furono pubblicate all'Avana.

## Biografia
Florentino Álvarez Mesa y Arroyo, alias Fray Zurriago de la Rondiella, alias Mesa, alias Blas, nacque nel 1846 a Avilés, nelle Asturie. 

Trascorse i primi anni dell'infanzia a Madrid, ma fece i suoi studi nelle Asturie, risiedendo nella sua città natale, dove si dedicò al giornalismo. I suoi primi articoli apparvero nel 1886 in  "El Eco de Avilés".
Tre anni più tardi fondò il settimanale "La Luz de Avilés", che fu pubblicato fino al 1890, nel quale firmava i suoi articoli politici di tendenza liberale sotto lo pseudonimo di "Fray Zurriago de Rondiella".
Quando cessò di essere pubblicato questo giornale ne fondò un altro col nome di “El Diario de Avilés” di cui fu direttore fino alla sua chiusura avvenuta nel 1914.
Collaborò anche con i giornali locali come “La Semana” e “El Veto”, dove si firmava con lo pseudonimo di "Blas".
Dal giugno del 1897 ricoprì l'incarico di sindaco di Avilés senza quasi soluzione di continuità fino al 1907, quando ritiratosi nella sua proprietà di "El Caliero", vicino a Avilés, portò avanti il suo impegno letterario con una serie di “Crónicas avilesinas” che furono pubblicate nella rivista “Asturias” a L'Avana.
Era sposato con Carmen Menéndez-Valdes Muñiz. Dal matrimonio nacquero tre figli: Virgilio, morto tragicamente nel 1908, Horacio, anch'egli scrittore, giornalista e avvocato morto nel 1936 all'inizio della Guerra civile spagnola e Acacia (1874-1948), nuora del liberale repubblicano Teodoro Sainz Rueda (1835-1897). 
Testimonianza del suo amore per la letteratura classica sono i nomi dei due scrittori che dette ai figli maschi: Orazio e Virgilio.
Florentino Álvarez Mesa morì ottuagenario a Avilés il 14 ottobre 1926.